# Beata Szydło
Beata Maria Szydło [bɛ.ˈata ˈʂɨ.dwɔ], née Kusińska le 15 avril 1963 à Oświęcim, est une femme d'État polonaise, membre du parti Droit et justice (PiS) et présidente du Conseil des ministres du 16 novembre 2015 au 11 novembre 2017.
Fille d'un mineur, elle naît dans le sud de la Pologne et grandit à Brzeszcze, dont elle est élue bourgmestre en 2002 sous l'étiquette de l'Alliance électorale Solidarité (AWS). Elle étudie à l'université Jagellonne, puis à l'École des hautes études commerciales de Varsovie et à l'université d'économie de Cracovie, avant de travailler comme administratrice culturelle.
En 2005, après avoir rejoint Droit et justice, elle fait son entrée à la Diète. Elle est désignée vice-présidente de PiS en 2010, et trésorière entre 2014 et 2016.
Après avoir dirigé la campagne présidentielle victorieuse d'Andrzej Duda en mai 2015, elle est désignée par Jarosław Kaczyński cheffe de file de PiS aux élections parlementaires d'octobre suivant. L'obtention de la majorité absolue lui permet d'accéder, en novembre, aux fonctions de présidente du Conseil des ministres.
Elle met alors en place une politique sociale généreuse, fondée sur une hausse des allocations familiales et une baisse de l'âge du départ à la retraite, tout en conduisant des réformes institutionnelles contestées et en s'opposant à la politique migratoire mise en place par l'Union européenne. En 2017, elle démissionne au profit de son ministre Mateusz Morawiecki, qui la nomme ensuite vice-présidente du Conseil.
Elle se présente deux ans plus tard aux élections européennes, au cours desquelles elle est élue avec le meilleur score personnel du pays. Renonçant à ses fonctions ministérielles, elle rejoint le groupe CRE mais n'obtient pas la présidence de la commission des Affaires sociales à la suite d'un boycott du groupe RE.

## Éléments personnels

### Origines
Beata Maria Kusińska naît le 15 avril 1963 à Oświęcim, ville du sud de la Pologne actuelle mieux connue en français sous le nom d'Auschwitz.
Elle grandit près de Brzeszcze, où son père exerce la profession de mineur.

### Formation
Elle achève, en 1988, une maîtrise d'ethnographie à l'université Jagellonne de Cracovie, puis, en 1989, un DEA en muséologie. Elle poursuit de 1989 à 1995 des études doctorales dans la même université. En 1997, elle obtient un diplôme en gestion culturelle à l'École des hautes études commerciales de Varsovie (SGH) puis, en 2001, un diplôme en administration territoriale à l'université d'économie de Cracovie.

### Carrière professionnelle
De 1987 à 1995, elle travaille comme assistante au musée historique de Cracovie (pl). Elle est ensuite responsable de département au centre culturel de Libiąż, avant de devenir directrice de la maison de la culture de Brzeszcze.

### Vie privée et familiale
De confession catholique, elle est mariée à Edward Szydło. Ils ont deux enfants : Tymoteusz et Błażej. Le premier est ordonné prêtre catholique en 2017 pour la Fraternité sacerdotale Saint-Pierre.

## Parcours politique

### Débuts
En 1998, elle devient bourgmestre de Brzeszcze et simultanément conseillère du district d'Oświęcim, élue sous l'étiquette de l'Alliance électorale Solidarité (AWS). Elle conserve ses fonctions jusqu'en 2005. Lors des élections régionales de 2002, elle est élue députée à la diétine de Petite-Pologne dans la 1re circonscription avec 4 434 voix de préférence sur la liste du parti local Wspólnota Małopolska (pl) en français : « Communauté de Petite-Pologne ». Elle est en parallèle réélue bourgmestre au second tour, avec plus de 70 % des suffrages exprimés,.

### Membre de la Diète

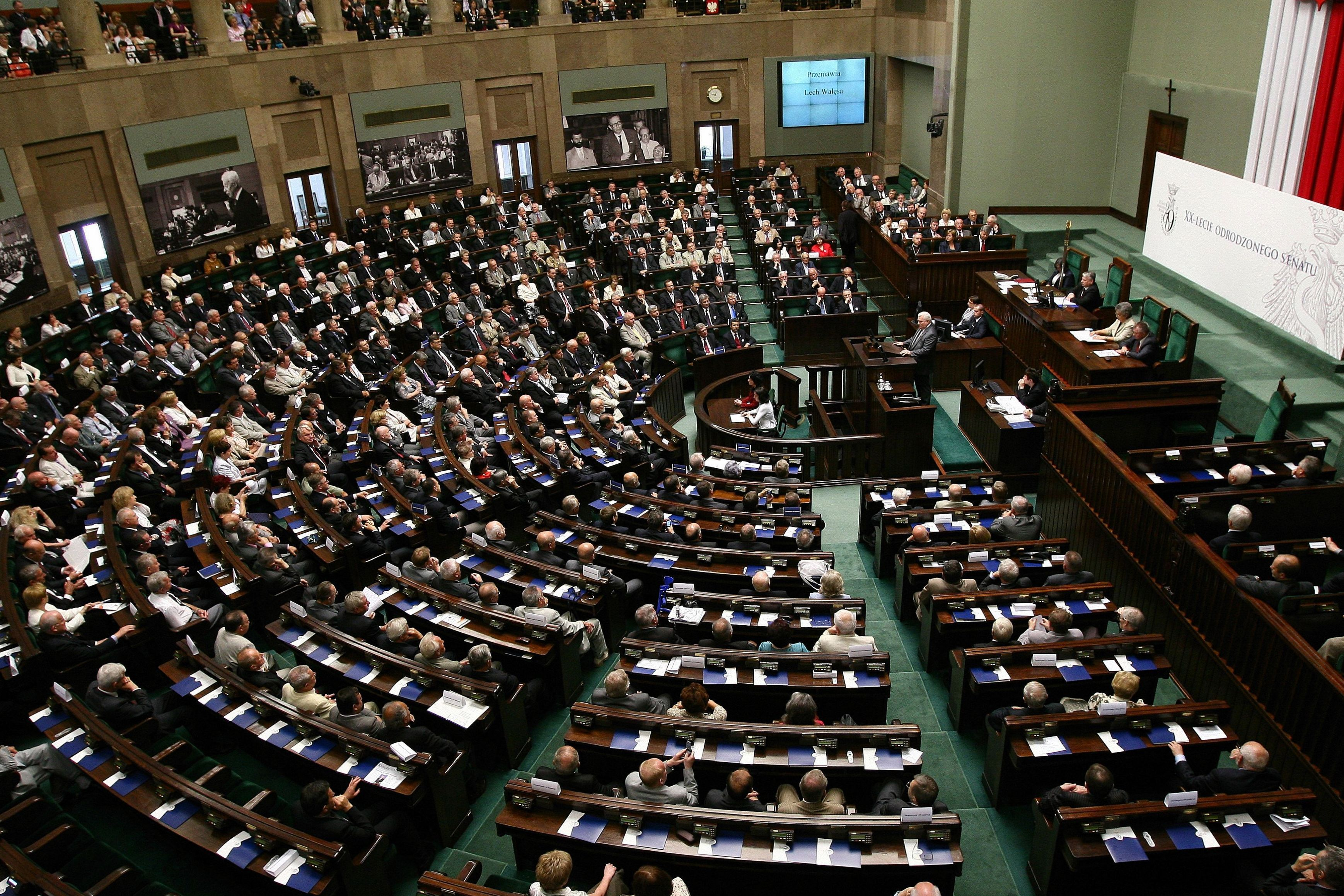
Beata Szydło est élue à la Diète en septembre 2005.

Alors qu'approchent les élections législatives du 25 septembre 2005, elle demande à adhérer à la Plate-forme civique (PO), parti libéral fondé notamment par Donald Tusk et issu de l'Union pour la liberté (UW). Sa demande n'est cependant pas acceptée, notamment en raison d'enjeux internes à la PO fondés sur des craintes que sa position de bourgmestre ne lui accorde trop d'influence au sein des structures locales du parti.
Elle se présente donc sur la liste de Droit et justice (PiS), parti nationaliste et conservateur fondé par des anciens de l'AWS, dans la 12e circonscription, dont le bureau centralisateur est à Chrzanów, en 2e position. À 42 ans, elle est élue députée à la Diète avec 14 447 votes personnels, soit le meilleur score des candidats de PiS. La moitié de ses voix provient du powiat d'Oświęcim, et un cinquième de la seule ville de Brzeszcze,.
Confirmée à la 2e place de la liste des candidats de PiS pour le territoire de Chrzanów lors des élections anticipées du 21 octobre 2007, elle est réélue avec 20 486 suffrages préférentiels, ce qui en fait cette fois-ci le deuxième meilleur score après la tête de liste, le secrétaire d'État Paweł Kowal. Si elle réunit toujours près de la moitié de ses voix dans le powiat d'Oświęcim, elle recule à Brzeszcze, qui concentre désormais moins de 15 % de ses voix,.

### Dirigeante de Droit et justice
À l'occasion d'une réunion du conseil politique de Droit et justice le 24 juillet 2010, elle est élue vice-présidente du parti avec Adam Lipiński (pl) et Zbigniew Ziobro, sous la présidence de Jarosław Kaczyński. Lors du scrutin du 9 octobre 2011, elle est investie tête de liste de Droit et justice dans la 12e circonscription, désormais dite « Cracovie-I » en raison du déplacement du bureau centralisateur. Elle conserve son mandat 43 612 voix, soit le meilleur résultat du territoire. Le 5 septembre 2014, elle succède à Stanisław Kostrzewski comme trésorière de Droit et justice. Teresa Schubert la remplace au bout de deux ans, le 11 septembre 2016.
Lors de l'élection présidentielle de mai 2015, Kaczyński renonce à se présenter et propose la candidature du député européen Andrzej Duda. Beata Szydło devient sa directrice de campagne. Jouant sur le thème de la politique sociale — qui n'entre pas dans les compétences présidentielles — alors que le sortant libéral Bronisław Komorowski axe son discours sur les questions régaliennes, Duda arrive en tête du premier tour avant d'être élu deux semaines plus tard président de la République.

### Élections parlementaires de 2015

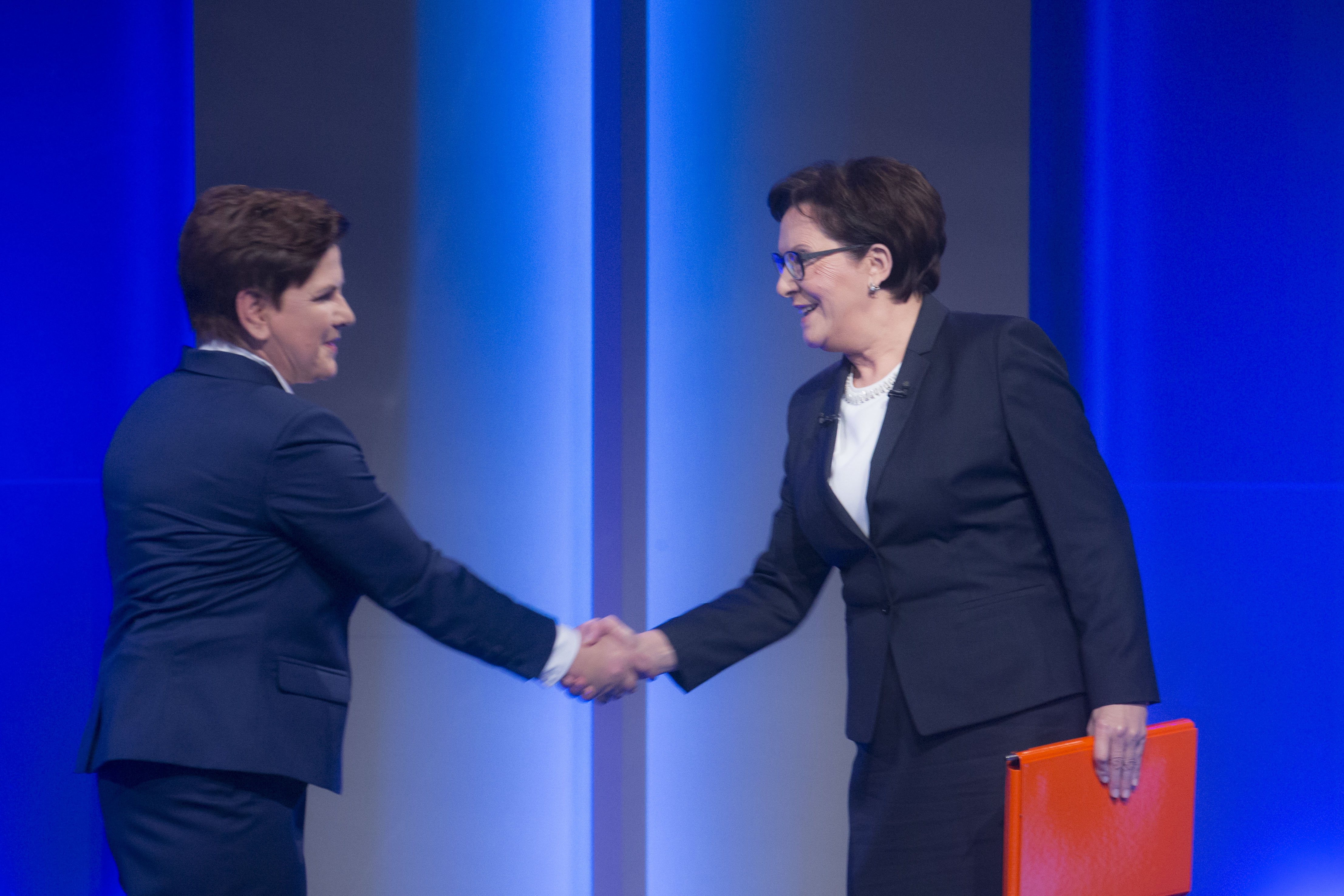
Beata Szydło saluant Ewa Kopacz lors de leur débat électoral du 19 octobre 2015.

Dans la perspective des élections parlementaires du 25 octobre 2015, elle est investie comme cheffe de file de Droit et justice par le président du parti, Jarosław Kaczyński. Ce dernier, dont la personnalité est jugée clivante, choisit ainsi de se mettre en retrait au profit d'une personnalité perçue comme plus modérée,. Elle axe notamment sa campagne sur la question sociale, concentrant son discours sur les difficultés économiques des oubliés de la transition vers le capitalisme, tandis que sa candidature, associée à la récente élection de Duda, offre à PiS une image de renouveau qui limite la portée du discours de la Plate-forme civique sur un retour au pouvoir de Jarosław Kaczyński.
Issue d'un milieu modeste, elle bénéficie d'une image de femme proche du peuple. Sur son manque supposé de charisme, elle répond savoir que « l'on me traite d'ennuyeuse et de quelconque », mais dit préférer « travailler dur et dans l'ombre que de construire ma carrière avec des feux d'artifice ».
Un des thèmes centraux de la campagne électorale est la crise migratoire en Europe. Beata Szydło critique la proposition de l'Union européenne de répartir les réfugiés selon les pays. Lors d'un débat télévisé face à la présidente du Conseil des ministres sortante, Ewa Kopacz, qui souhaite accueillir environ 7 000 migrants sur le territoire polonais, elle refuse l'accueil de tout migrant en insistant sur la nécessité d'assurer la « sécurité » de son peuple.
Les élections voient la victoire de Droit et justice, qui fait liste commune avec La Pologne ensemble (PR) et Pologne solidaire (SP) et qui remporte la majorité absolue à la Diète et au Sénat. C'est la première fois qu'un parti politique obtient la majorité absolue des sièges au Parlement polonais depuis la fin du régime communiste, et qu'aucun parti de gauche n'y fait son entrée,.
Beata Szydło est réélue députée en engrangeant 96 127 voix préférentielles, le meilleur score de sa circonscription et le deuxième meilleur résultat pour un candidat de PiS, après Jarosław Kaczyński. Elle réalise également le meilleur résultat du pays, relativement au nombre de suffrages exprimés dans sa circonscription, devançant sur ce segment sa concurrente libérale Ewa Kopacz.

## Présidente du Conseil des ministres

### Nomination

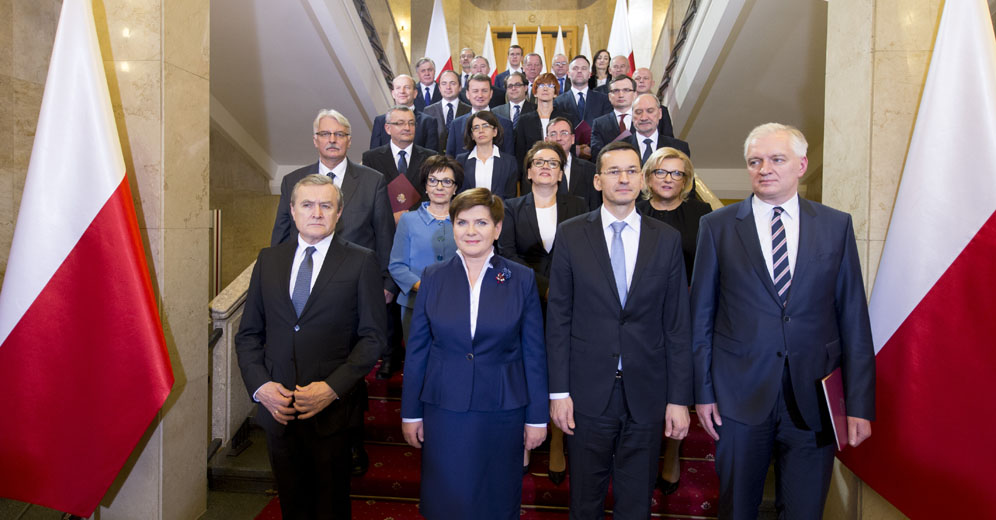
Beata Szydło forme son gouvernement trois semaines après les élections parlementaires.

Le 9 novembre 2015, elle est formellement proposée par son parti pour prendre la présidence du Conseil des ministres et la composition de son gouvernement est dévoilée. Ce gouvernement, composé selon un proche de Jaroslaw Kaczynski par Droit et justice et non Szydło elle-même, réunit plusieurs figures controversées comme le ministre de la Défense Antoni Macierewicz, dont la décision de dissoudre les services secrets militaires quand il était secrétaire d'État est contestée ; le ministre de la Justice Zbigniew Ziobro, dont la lutte contre la corruption a été qualifiée par l'opposition de « chasse aux sorcières » ; et le ministre sans portefeuille et coordonnateur des services secrets Mariusz Kamiński, ancien directeur du Bureau anti-corruption condamné pour abus de pouvoir,.
Elle est officiellement désignée formatrice du nouvel exécutif polonais le 13 novembre par le président Andrzej Duda, après la démission d'Ewa Kopacz. Trois jours plus tard, Beata Szydło est assermentée présidente du Conseil des ministres avec son gouvernement. La présence au sein du cabinet du banquier Mateusz Morawiecki rassure les marchés financiers, inquiets du projet économique de PiS qui comprend une taxe sur le secteur bancaire, une hausse des dépenses sociales et un plan de relance de la croissance,. Disposant de 14 jours pour solliciter la confiance de la Diète, elle présente son programme dès le 18 novembre et obtient l'approbation des députés par 238 voix pour, 202 contre et 16 abstentions.
Bien que Szydło et Duda occupent nominalement les plus hautes fonctions de l'État, le président de PiS Jarosław Kaczyński est perçu comme le véritable dirigeant de la Pologne. L'ancien député européen Michał Kamiński, ex-proche de Kaczyński, explique que rien ne se décide dans le pays sans son aval et que tant le président de la République que la présidente du Conseil lui sont subordonnés. Ainsi en janvier 2016, c'est Kaczyński et non Szydło que le Premier ministre hongrois Viktor Orbán rencontre lors d'une visite officielle à Varsovie.

### Politique économique et sociale

#### Allocations familiales et retraites

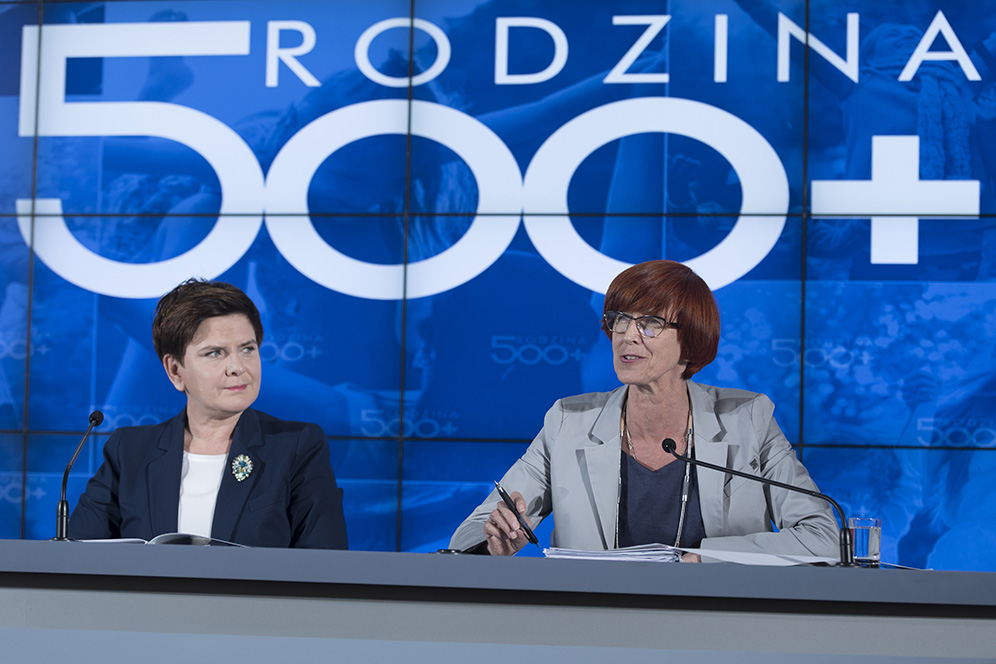
La mesure Famille 500+ augmente les allocations familiales à 500 złotys par mois et par enfant.

Une loi, votée début 2016, revalorise les allocations familiales en les portant à 500 złotys (soit 115 euros) mensuels par enfant à partir du deuxième enfant. Surnommée « Famille 500+ », cette mesure est financée par une taxation spéciale des entreprises. Le pays enregistre ensuite une hausse des naissances avec 33 000 nouveau-nés de plus entre fin 2015 et fin 2017, liée selon l'Office central des statistiques à l'augmentation des aides sociales, qui précise que les nouvelles naissances concernent principalement le deuxième, troisième ou quatrième enfant.
Conformément aux promesses faites par le PiS lors de la campagne électorale de 2015, le gouvernement Szydło fait voter, fin 2016, l'abaissement de l'âge légal de départ à la retraite de 67 ans pour tous (mesure adoptée à l'initiative de la Plate-forme civique en 2012) à 65 ans pour les hommes et 60 ans pour les femmes. À contre-courant des réformes menées dans les autres pays européens, cette mesure entre en vigueur le 1er octobre 2017, profitant immédiatement à environ 300 000 personnes. Par ailleurs, le gouvernement rend gratuits les médicaments à destination des personnes âgées de plus de 75 ans.

#### Questions de société
Le 5 octobre 2016, après deux jours de manifestations de l'opposition, la commission de la Justice et des Droits de l'homme de la Diète rejette la proposition de loi interdisant presque complètement l'avortement en Pologne. Bien que minoritaires, quelques membres influents de PiS étaient en faveur de cette mesure.
Son gouvernement dépose en mai 2017 un projet de loi limitant l'accès à la « pilule du lendemain ». Rendue accessible par la précédente majorité aux personnes de plus 15 ans sans prescription médicale, elle est désormais restreinte aux personnes bénéficiant d'une ordonnance. Le texte, critiqué par le Planning familial, est adopté par 242 voix le 24 mai. Précédemment, l'exécutif avait mis fin au financement public de la fécondation in vitro.

#### Résultats économiques
En 2016, la croissance en Pologne s'établit à 3,1 %, contre 2 % pour l'ensemble des pays de l'Union européenne. Pour expliquer ce résultat, la Banque mondiale mentionne la politique d'allocations familiales polonaise, réformée par le nouveau gouvernement,. À la fin de son gouvernement, le taux de chômage en Pologne est à moins de 7 % et le pays est en situation d'excédent budgétaire,.

#### Éducation publique
En septembre 2017, le système scolaire à trois niveaux (primaire, collège, lycée) est remplacé par un système à deux niveaux, ce qui fait craindre la suppression de nombreux postes d'enseignants. Des syndicats dénoncent la refonte des programmes d'enseignement, avec la disparition des manuels scolaires de Lech Wałęsa, accusé par le PiS de collaboration avec les autorités soviétiques.

### Questions institutionnelles

#### Réformes judiciaires

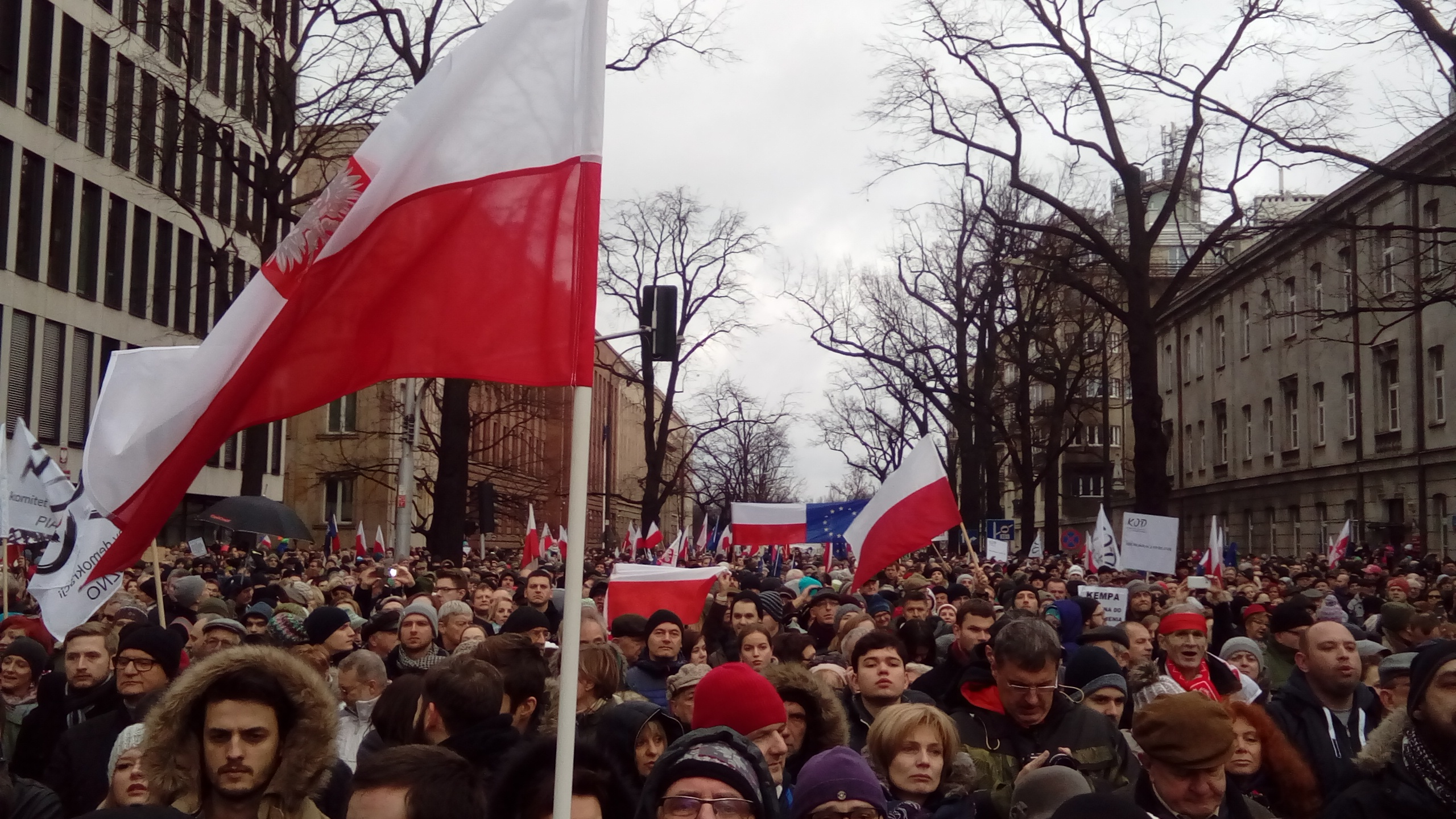
En décembre 2015, des manifestations ont lieu contre le renouvellement partiel du Tribunal constitutionnel orchestré par PiS.

Peu après son arrivée au pouvoir, la majorité entreprend une réforme controversée du Tribunal constitutionnel à la suite de l'élection, lors de la législature précédente, de cinq juges alors que deux d’entre eux ne devaient être élus que début décembre 2015, soit après les élections parlementaires ; pour ce faire, l'ancienne majorité libérale avait modifié la loi sur la nomination de ces juges. Alors que le président Andrzej Duda avait refusé de faire prêter serment aux membres nommés, les parlementaires de PiS annulent l'élection des cinq juges et procèdent à leur remplacement. Saisi, le Tribunal constitutionnel déclare inconstitutionnelles les nominations aussi bien de la PO que de PiS. La majorité dénonce la manifestation d'un « gouvernement des juges » tandis que l'opposition y voit une atteinte à l'État de droit. Le président du Parlement européen, Martin Schulz, qualifie ces évènements de « coup d'État » et la Commission européenne lance une enquête préliminaire à l'encontre de la Pologne,. Finalement, le 2 décembre 2015, la Diète élit cinq nouveaux juges constitutionnels, que le président Duda assermente.
En juillet 2017, le PiS adopte trois nouvelles lois sur le système judiciaire polonais : une sur la Cour suprême, une sur le Conseil national de la magistrature et une sur les juridictions ordinaires. Beata Szydło émet des réserves sur l'action du président Andrzej Duda, qui oppose son veto aux deux premières lois, affirmant que le gouvernement entendait mener ces réformes jusqu'à leur terme.

#### Lustration
Au printemps 2016, le gouvernement Szydło apporte son soutien à une loi prévoyant de rebaptiser les rues, bâtiments ou lieux publics rendant hommage à « des personnes, des organisations, des événements ou des dates en lien avec le communisme ou avec un autre régime totalitaire ». Alors que les références à Lénine et Staline sont déjà interdites en Pologne, le texte vise des personnalités assimilées au régime soviétique, comme Karl Marx. Critiquée notamment par la Plate-forme civique, cette loi est conforme à la position historique de PiS, qui considère que la fin de la république populaire de Pologne n'a pas mis un terme au régime en place à l'époque.

### Politique étrangère

#### Quotas européens de migrants

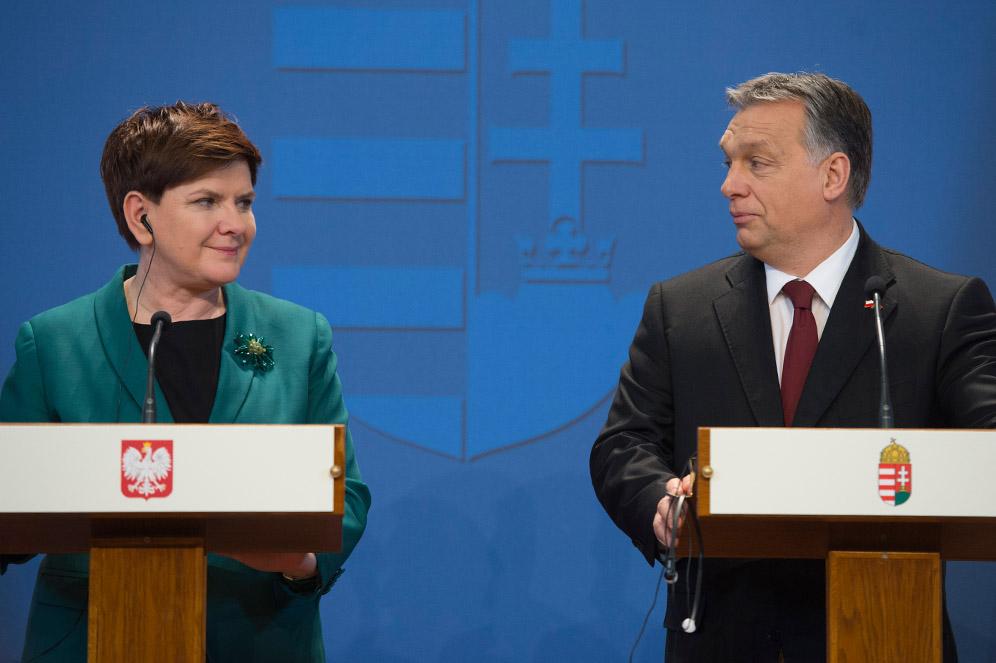
Beata Szydło rencontrant Viktor Orbán, dont elle partage le rejet de la politique migratoire européenne, en février 2016.

À la suite des attentats du 22 mars 2016 à Bruxelles, Beata Szydło confirme que la Pologne n'accueillera pas de migrants sur son sol dans le cadre du programme de répartition de l'Union européenne. Trois mois plus tard, en juin 2017, lors des commémorations du 77e anniversaire du premier transport de prisonniers dans le camp d'Auschwitz, elle suscite une polémique en déclarant que « dans notre époque trouble, Auschwitz est une grande leçon qu'il faut tout faire pour défendre la sécurité et la vie de ses citoyens », ce qui est vu comme un moyen de justifier sa politique de lutte contre l'immigration.
Dans le même temps, la Commission européenne engage une procédure d'infraction contre la Pologne, la Hongrie et la République tchèque pour leur refus d'accueillir des demandeurs d'asile.
La politique prônée par la Pologne est proche de celles des autres pays du groupe de Visegrád (Hongrie, République tchèque et Slovaquie) et s'oppose frontalement aux positions de l'Allemagne et de la France, pays favorables à l'accueil de migrants. Une crise diplomatique intervient entre la France et la Pologne le 25 août 2017. En visite en Bulgarie, le nouveau président français, Emmanuel Macron, qui cherche à revoir le statut des travailleurs détachés contre la volonté du gouvernement polonais, déclare que « la Pologne n'est en rien ce qui définit le cap de l'Europe » et que « le peuple polonais mérite mieux » que la position adoptée par Beata Szydło. En retour, celle-ci dénonce « l'arrogance » et le « manque d'expérience » du président français, ajoutant qu'il devrait essayer d'« avoir les mêmes résultats économiques et le même niveau de sécurité de ses citoyens que ceux garantis par la Pologne ».

#### Fonds européens et État de droit
Lors d'un conseil des ministres des affaires européennes organisé le 15 novembre 2017, la question d'un conditionnement des aides européennes au respect des valeurs démocratiques fondamentales de l'Union européenne est abordée. Bien que la Pologne ne soit pas explicitement citée, le sujet vise bien les autorités polonaises dont le pays doit percevoir 86 milliards d'euros de fonds européens entre 2014 et 2020. La ministre française Nathalie Loiseau affirme ainsi que « les fonds de cohésion peuvent être assortis de conditionnalités liées au respect de l’État de droit ».

### Démission
Le 7 décembre 2017, la Diète rejette une motion de censure de l'opposition par 239 voix défavorables et 168 pour. Alors que le débat est en cours, Beata Szydło quitte l'hémicycle parlementaire afin de se rendre à une rencontre au palais Koniecpolski avec le président Andrzej Duda et Jarosław Kaczyński pour évoquer un remaniement du gouvernement. Aussi n'assiste-t-elle même pas à l'intervention du président de la Plate-forme civique Grzegorz Schetyna, qui appelle Kaczyński à assumer lui-même le pouvoir.
À peine quelques heures plus tard, Droit et justice annonce que la présidente du Conseil a présenté sa démission devant le comité politique, qui l'a accepté et a proposé pour la remplacer Mateusz Morawiecki, vice-président du Conseil, ministre du Développement, ministre des Finances, présenté comme un banquier brillant et partisan résolu de l'intervention de l'État dans l'économie. Ce choix, surprenant du fait de la forte popularité de PiS dans les sondages, est justifié par le parti au pouvoir par des « changements récents dans la situation intérieure et internationale », autrement dit la nécessité d'arrondir les angles avec les autorités européennes alors que la généreuse politique sociale mise en place nécessite de bénéficier des aides européennes et d'investissements étrangers. Sur son compte Twitter, Szydło réagit en affirmant avoir vécu « une période incroyable » pendant ses deux années à la tête de l'exécutif ; elle est alors pressentie pour devenir vice-présidente du Conseil des ministres.

## Après la présidence du Conseil

### Vice-présidente du Conseil
Lors de la prise de fonction du gouvernement de son successeur, elle devient vice-présidente du Conseil des ministres, chargée de la Politique sociale.
En février 2018, la presse révèle que les ministres se sont accordé à la fin de l'année 2017 une prime annuelle dont le montant varie entre 15 000 à 19 000 euros, soit 15 à 20 fois le salaire moyen, ce qu'elle justifie par « le dur travail fourni par les ministres ». Alors que l'opposition rappelle que PiS avait vertement critiqué, lorsqu'il était dans l'opposition, l'attribution de ce genre de primes, la popularité du parti au pouvoir chute brusquement dans les sondages. En avril, Jarosław Kaczyński annonce que les primes seront reversées à Caritas, qu'un projet de loi sera déposé en vue de réduire les indemnités parlementaires de 20 %, limiter les indemnités des élus locaux et supprimer les rémunérations annexes des dirigeants d'entreprises publiques. Le texte est adopté un mois plus tard, en mai, par la Diète avec les seules voix de la majorité, les députés de l'opposition qualifiant leurs collègues au pouvoir de « voleurs ».

### Députée européenne

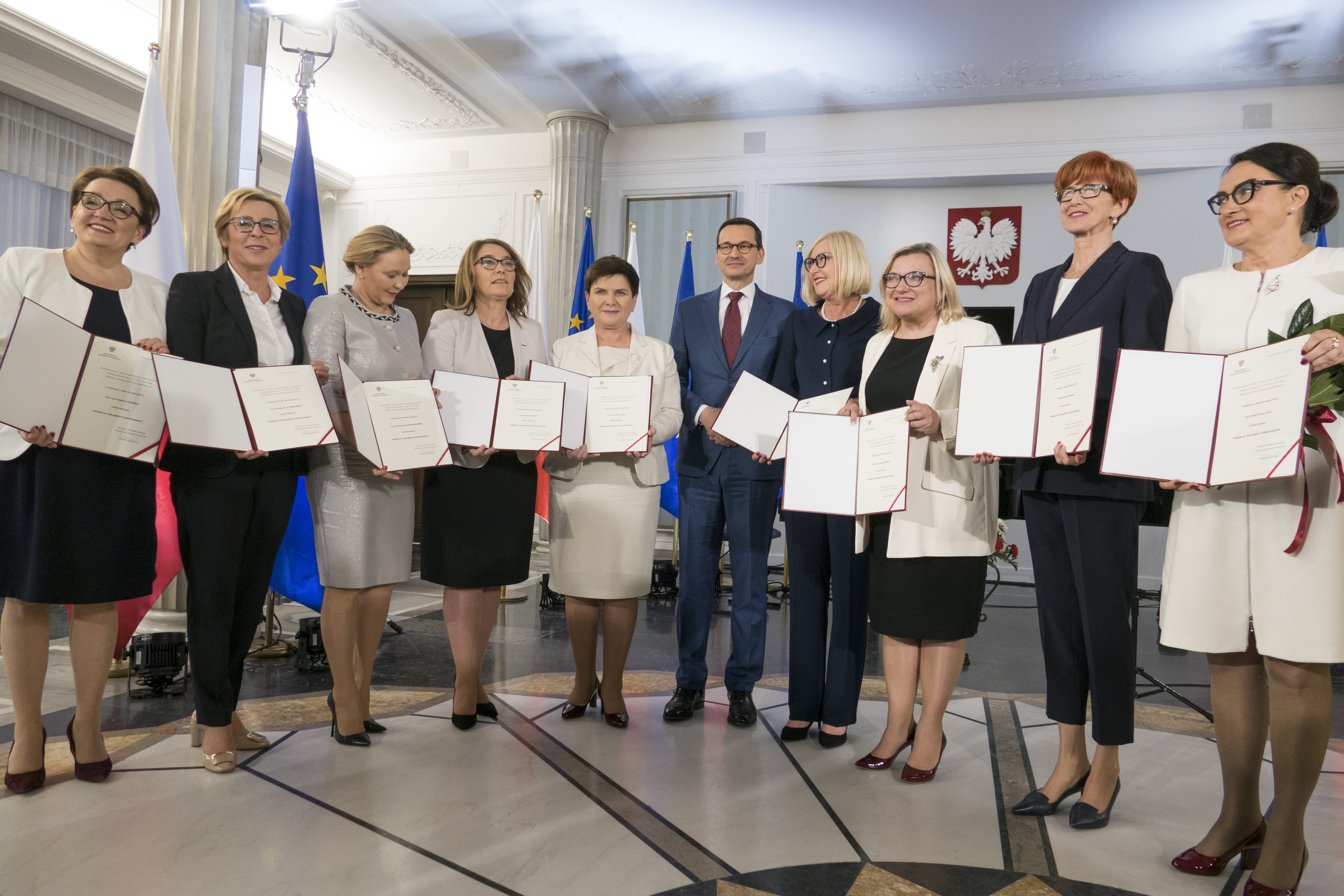
Beata Szydło avec Mateusz Morawiecki et d’autres députées européennes (31 mai 2019).

En août 2018, elle fait savoir qu'elle est prête à se présenter aux élections européennes de mai 2019 si sa formation politique le juge nécessaire. En février suivant, elle est investie tête de liste dans la 10e circonscription, qui correspond aux voïvodies de Petite-Pologne et de Sainte-Croix,. Alors que la tradition polonaise veut que les partis envoient au Parlement européen des spécialistes peu connus, PiS présente des figures politiques telles que Szydło, le ministre de l'Intérieur Joachim Brudziński et la ministre de l'Éducation nationale Anna Zalewska, dans l'objectif de mobiliser ses électeurs et de renouveler ses cadres avant les élections parlementaires d'octobre. Pendant la campagne, le gouvernement annonce d'importantes mesures sociales, équivalent à 10 % du budget de l'État.
Beata Szydło remporte l'un des six sièges en jeu avec plus de 525 000 voix de préférence, soit le score le plus important parmi tous les députés européens de PiS et de Pologne. Elle quitte le cabinet le 4 juin, Jacek Sasin lui succédant,.
Le 10 juillet 2019, le groupe des Conservateurs et réformistes européens (CRE) — dont elle fait partie — propose sa candidature à la présidence de la commission de l'Emploi et des Affaires sociales, qui revient au CRE conformément à la répartition proportionnelle des présidences de commission. À la demande des députés du groupe socialiste et démocrate (S&D), le vote se tient à bulletins secrets, et l'élection de Beata Szydło est repoussée par 27 voix contre et 21 pour. Alors que le groupe PPE lui apporte son soutien cinq jours plus tard au nom du respect de la répartition proportionnelle, son élection échoue une fois encore, par 34 suffrages défavorables et 19 favorables. Le groupe Renew Europe (RE) dit ainsi ne pas vouloir transiger sur les « valeurs européennes »,. Le poste revient finalement à la Slovaque Lucia Ďuriš Nicholsonová, également membre du groupe CRE.
Elle est réélue lors des élections européennes de 2024.

### Membre du conseil consultatif du musée Auschwitz-Birkenau
En 2021, Beata Szydło est nommée au conseil consultatif du musée national Auschwitz-Birkenau par le ministre de la Culture Piotr Gliński. Sa nomination déclenche une polémique et lui valent l'opposition d'un rescapé d'Auschwitz et de plusieurs familles de rescapés d'Auschwitz, qui écrivent une lettre au président du Conseil, Mateusz Morawiecki, dans laquelle ils dénoncent une politisation de l'institution et dans laquelle ils reprochent également à Beata Szydło des propos dénigrants envers les chercheurs de l'histoire de la Shoah, une tolérance des organisations fascistes et une « idéologie de l'exclusion ». Suivant sa nomination, quatre des neuf membres du conseil consultatif présentent leur démission.